# جيمس ر. هوتون
جيمس ر. هوتون (بالإنجليزية: James R. Houghton)‏ هو مسير أعمال أمريكي، ولد في 1936.

## وصلات خارجية
- جيمس ر. هوتون على موقع إن إن دي بي (الإنجليزية)